# Campeonato de Fútbol de Costa Rica 1979
La temporada 1979 de la Primera División fue la 60.ª edición de la máxima categoría del sistema de Ligas costarricenses de fútbol.

## Sistema de competición
El campeonato nacional de la primera división se disputó bajo un formato de todos contra todos a cuatro vueltas, con partidos de visita recíproca y taquillas propias. Participaron diez equipos, agrupados en un único grupo durante la etapa de clasificación.
La clasificación se estableció con base en los puntos obtenidos por los equipos en cada enfrentamiento, a razón de dos puntos por partido ganado, uno por empate y cero en caso de derrota.
Al finalizar esta fase, los cinco equipos mejor ubicados accedieron a una pentagonal final por el título, la cual se jugó a dos vueltas. El equipo que finalizó en el primer lugar de la etapa de clasificación disputó el campeonato nacional frente al equipo que se posicionó primero en la pentagonal. Esta serie final se disputó a dos partidos, con opción a un tercero si fuera necesario. En caso de que un mismo equipo ganara tanto la clasificación general como la pentagonal, se proclamaba automáticamente campeón nacional. El subcampeonato se asignaba entonces al equipo que finalizara en el segundo lugar de la pentagonal.
El equipo que terminó en el último lugar de la clasificación general descendió automáticamente a la segunda división.
En caso de empate en puntos en cualquiera de las fases del torneo, se aplicaban los siguientes criterios de desempate: primero, la mayor cantidad de goles a favor; luego, la menor cantidad de goles en contra; y si persistía la igualdad, se programaba un partido extra en cancha neutral designada por el comité de competición. De mantenerse el empate, se jugaban dos tiempos extra de quince minutos cada uno, y si aún no se definía un ganador, se procedía a una tanda de penales, conforme a las disposiciones de la FIFA.

## Información de los equipos
Tomaron parte en el torneo diez clubes.
| Equipo       | Ciudad     | Estadio          |
| ------------ | ---------- | ---------------- |
| Alajuelense  | Alajuela   | Morera Soto      |
| Cartaginés   | Cartago    | "Fello" Meza     |
| Guanacasteca | Nicoya     | Chorotega        |
| Herediano    | Heredia    | Rosabal Cordero  |
| Limonense    | Limón      | Juan Gobán       |
| Puntarenas   | Puntarenas | "Lito" Pérez     |
| Ramonense    | San Ramón  | Guillermo Vargas |
| San Carlos   | San Carlos | Carlos Ugalde    |
| San José     | San José   | Ricardo Saprissa |
| Saprissa     | Tibás      | Ricardo Saprissa |
| Turrialba    | Turrialba  | Rafael Camacho   |

### Relevo de plazas
| Descendido a Segunda División |
| ----------------------------- |
| A. D. Guanacasteca            |

| Ascendido de Segunda División |
| ----------------------------- |
| A. D. San Carlos              |
| Municipal Turrialba           |

## Clasificación
| Pos. | Equipo               | Pts. | PJ | G  | E  | P  | GF | GC | Dif. | Notas                     |
| ---- | -------------------- | ---- | -- | -- | -- | -- | -- | -- | ---- | ------------------------- |
| 1    | C. S. Herediano      | 46   | 36 | 16 | 14 | 6  | 47 | 32 | +15  | Clasifica a la pentagonal |
| 2    | L. D. Alajuelense    | 45   | 36 | 15 | 15 | 6  | 48 | 33 | +15  | Clasifica a la pentagonal |
| 3    | C. S. Cartaginés     | 41   | 36 | 14 | 13 | 9  | 54 | 40 | +14  | Clasifica a la pentagonal |
| 4    | Deportivo Saprissa   | 40   | 36 | 14 | 12 | 10 | 46 | 38 | +8   | Clasifica a la pentagonal |
| 5    | A. D. San Carlos     | 40   | 36 | 11 | 18 | 7  | 36 | 33 | +3   | Clasifica a la pentagonal |
| 6    | Municipal Puntarenas | 39   | 36 | 12 | 15 | 9  | 55 | 42 | +13  |                           |
| 7    | A. D. Ramonense      | 33   | 36 | 11 | 11 | 14 | 44 | 49 | −5   |                           |
| 8    | A. D. Limonense      | 28   | 36 | 9  | 10 | 17 | 45 | 63 | −18  |                           |
| 9    | Municipal Turrialba  | 26   | 36 | 8  | 10 | 18 | 18 | 48 | −30  |                           |
| 10   | Municipal San José   | 22   | 36 | 6  | 10 | 20 | 40 | 59 | −19  | Descenso de categoría     |

 Fuente: La República
Criterios de clasificación: Puntos · Diferencia de goles · Goles a favor

## Resultados
El calendario de los partidos se dio a conocer el 28 de febrero de 1979. Los horarios corresponden al tiempo de Costa Rica (UTC-6).
| Jornada 1  | Jornada 1 | Jornada 1   | Jornada 1        | Jornada 1   | Jornada 1 |
| Local      | Resultado | Visitante   | Estadio          | Fecha       | Hora      |
| ---------- | --------- | ----------- | ---------------- | ----------- | --------- |
| Herediano  | 3 - 1     | Limonense   | Rosabal Cordero  | 18 de marzo | 12:00     |
| Turrialba  | 1 - 3     | Saprissa    | Rafael Camacho   | 18 de marzo | 12:00     |
| Cartaginés | 2 - 1     | Ramonense   | "Fello" Meza     | 18 de marzo | 12:00     |
| San José   | 1 - 2     | Alajuelense | Ricardo Saprissa | 18 de marzo | 12:00     |
| San Carlos | 3 - 1     | Puntarenas  | Carlos Ugalde    | 18 de marzo | 12:00     |

| Jornada 2   | Jornada 2 | Jornada 2  | Jornada 2        | Jornada 2   | Jornada 2 |
| Local       | Resultado | Visitante  | Estadio          | Fecha       | Hora      |
| ----------- | --------- | ---------- | ---------------- | ----------- | --------- |
| Alajuelense | 1 - 1     | Cartaginés | Morera Soto      | 25 de marzo | 11:00     |
| Saprissa    | 5 - 0     | Limonense  | Ricardo Saprissa | 25 de marzo | 11:00     |
| Herediano   | 1 - 1     | San José   | Rosabal Cordero  | 25 de marzo | 11:00     |
| Puntarenas  | 4 - 2     | Turrialba  | "Lito" Pérez     | 25 de marzo | 12:00     |
| Ramonense   | 1 - 3     | San Carlos | Guillermo Vargas | 25 de marzo | 12:00     |

| Jornada 3  | Jornada 3 | Jornada 3   | Jornada 3        | Jornada 3  | Jornada 3 |
| Local      | Resultado | Visitante   | Estadio          | Fecha      | Hora      |
| ---------- | --------- | ----------- | ---------------- | ---------- | --------- |
| San José   | 4 - 2     | Cartaginés  | Ricardo Saprissa | 1 de abril | 11:00     |
| Herediano  | 2 - 0     | Saprissa    | Rosabal Cordero  | 1 de abril | 11:00     |
| San Carlos | 1 - 3     | Alajuelense | Carlos Ugalde    | 1 de abril | 11:00     |
| Turrialba  | 1 - 0     | Ramonense   | Rafael Camacho   | 1 de abril | 11:00     |
| Limonense  | 1 - 1     | Puntarenas  | Juan Gobán       | 1 de abril | 12:00     |

| Jornada 4   | Jornada 4 | Jornada 4  | Jornada 4        | Jornada 4  | Jornada 4 |
| Local       | Resultado | Visitante  | Estadio          | Fecha      | Hora      |
| ----------- | --------- | ---------- | ---------------- | ---------- | --------- |
| San José    | 1 - 2     | San Carlos | Ricardo Saprissa | 8 de abril | 11:00     |
| Cartaginés  | 0 - 1     | Herediano  | "Fello" Meza     | 8 de abril | 11:00     |
| Ramonense   | 5 - 1     | Limonense  | Guillermo Vargas | 8 de abril | 11:00     |
| Alajuelense | 1 - 1     | Turrialba  | Morera Soto      | 8 de abril | 11:00     |
| Puntarenas  | 1 - 2     | Saprissa   | "Lito" Pérez     | 8 de abril | 11:00     |

| Jornada 5  | Jornada 5 | Jornada 5   | Jornada 5        | Jornada 5   | Jornada 5 |
| Local      | Resultado | Visitante   | Estadio          | Fecha       | Hora      |
| ---------- | --------- | ----------- | ---------------- | ----------- | --------- |
| Saprissa   | 3 - 1     | Ramonense   | Ricardo Saprissa | 22 de abril | 11:00     |
| Limonense  | 0 - 2     | Alajuelense | Juan Gobán       | 22 de abril | 11:00     |
| Turrialba  | 4 - 2     | San José    | Rafael Camacho   | 22 de abril | 11:00     |
| San Carlos | 1 - 1     | Cartaginés  | Carlos Ugalde    | 22 de abril | 11:00     |
| Herediano  | 2 - 0     | Puntarenas  | Rosabal Cordero  | 27 de mayo  | 11:00     |

| Jornada 6   | Jornada 6 | Jornada 6  | Jornada 6        | Jornada 6   | Jornada 6 |
| Local       | Resultado | Visitante  | Estadio          | Fecha       | Hora      |
| ----------- | --------- | ---------- | ---------------- | ----------- | --------- |
| Cartaginés  | 2 - 1     | Turrialba  | "Fello" Meza     | 29 de abril | 11:00     |
| San José    | 3 - 2     | Limonense  | Ricardo Saprissa | 29 de abril | 11:00     |
| Alajuelense | 1 - 1     | Saprissa   | Morera Soto      | 29 de abril | 11:00     |
| Puntarenas  | 3 - 1     | Ramonense  | "Lito" Pérez     | 9 de mayo   | 20:00     |
| Herediano   | 0 - 0     | San Carlos | Rosabal Cordero  | 9 de mayo   | 20:00     |

| Jornada 7  | Jornada 7 | Jornada 7   | Jornada 7        | Jornada 7 | Jornada 7 |
| Local      | Resultado | Visitante   | Estadio          | Fecha     | Hora      |
| ---------- | --------- | ----------- | ---------------- | --------- | --------- |
| Herediano  | 2 - 3     | Ramonense   | Rosabal Cordero  | 6 de mayo | 11:00     |
| Puntarenas | 0 - 0     | Alajuelense | "Lito" Pérez     | 6 de mayo | 11:00     |
| Saprissa   | 1 - 1     | San José    | Ricardo Saprissa | 6 de mayo | 11:00     |
| Limonense  | 2 - 1     | Cartaginés  | Juan Gobán       | 6 de mayo | 12:00     |
| Turrialba  | 1 - 2     | San Carlos  | Rafael Camacho   | 6 de mayo | 12:00     |

| Jornada 8   | Jornada 8 | Jornada 8  | Jornada 8        | Jornada 8  | Jornada 8 |
| Local       | Resultado | Visitante  | Estadio          | Fecha      | Hora      |
| ----------- | --------- | ---------- | ---------------- | ---------- | --------- |
| San Carlos  | 2 - 1     | Limonense  | Carlos Ugalde    | 13 de mayo | 11:00     |
| Cartaginés  | 0 - 0     | Saprissa   | "Fello" Meza     | 13 de mayo | 11:00     |
| San José    | 2 - 2     | Puntarenas | Ricardo Saprissa | 13 de mayo | 11:00     |
| Alajuelense | 2 - 2     | Ramonense  | Morera Soto      | 13 de mayo | 11:00     |
| Turrialba   | 1 - 2     | Herediano  | Rafael Camacho   | 13 de mayo | 12:00     |

| Jornada 9  | Jornada 9 | Jornada 9   | Jornada 9        | Jornada 9  | Jornada 9 |
| Local      | Resultado | Visitante   | Estadio          | Fecha      | Hora      |
| ---------- | --------- | ----------- | ---------------- | ---------- | --------- |
| Herediano  | 2 - 1     | Alajuelense | Rosabal Cordero  | 20 de mayo | 11:00     |
| Ramonense  | 1 - 1     | San José    | Guillermo Vargas | 20 de mayo | 11:00     |
| Puntarenas | 0 - 2     | Cartaginés  | "Lito" Pérez     | 20 de mayo | 11:00     |
| Saprissa   | 0 - 0     | San Carlos  | Ricardo Saprissa | 20 de mayo | 11:00     |
| Limonense  | 2 - 2     | Turrialba   | Juan Gobán       | 20 de mayo | 11:00     |

| Jornada 10  | Jornada 10 | Jornada 10 | Jornada 10       | Jornada 10 | Jornada 10 |
| Local       | Resultado  | Visitante  | Estadio          | Fecha      | Hora       |
| ----------- | ---------- | ---------- | ---------------- | ---------- | ---------- |
| Saprissa    | 3 - 0      | Turrialba  | Ricardo Saprissa | 3 de junio | 11:00      |
| Ramonense   | 2 - 1      | Cartaginés | Guillermo Vargas | 3 de junio | 11:00      |
| Alajuelense | 2 - 2      | San José   | Morera Soto      | 3 de junio | 11:00      |
| Puntarenas  | 1 - 2      | San Carlos | "Lito" Pérez     | 3 de junio | 11:00      |
| Limonense   | 1 - 3      | Herediano  | Juan Gobán       | 3 de junio | 12:00      |

| Jornada 11 | Jornada 11 | Jornada 11  | Jornada 11       | Jornada 11  | Jornada 11 |
| Local      | Resultado  | Visitante   | Estadio          | Fecha       | Hora       |
| ---------- | ---------- | ----------- | ---------------- | ----------- | ---------- |
| Cartaginés | 2 - 1      | Alajuelense | "Fello" Meza     | 10 de junio | 11:00      |
| Turrialba  | 0 - 0      | Puntarenas  | Rafael Camacho   | 10 de junio | 11:00      |
| San Carlos | 0 - 1      | Ramonense   | Carlos Ugalde    | 10 de junio | 11:00      |
| Limonense  | 0 - 2      | Saprissa    | Juan Gobán       | 10 de junio | 12:00      |
| San José   | 0 - 2      | Herediano   | Ricardo Saprissa | 13 de junio | 20:00      |

| Jornada 12  | Jornada 12 | Jornada 12 | Jornada 12       | Jornada 12  | Jornada 12 |
| Local       | Resultado  | Visitante  | Estadio          | Fecha       | Hora       |
| ----------- | ---------- | ---------- | ---------------- | ----------- | ---------- |
| Cartaginés  | 0 - 1      | San José   | "Fello" Meza     | 17 de junio | 11:00      |
| Saprissa    | 0 - 0      | Herediano  | Ricardo Saprissa | 17 de junio | 11:00      |
| Alajuelense | 2 - 1      | San Carlos | Morera Soto      | 17 de junio | 11:00      |
| Ramonense   | 1 - 1      | Turrialba  | Guillermo Vargas | 17 de junio | 11:00      |
| Puntarenas  | 3 - 1      | Limonense  | "Lito" Pérez     | 17 de junio | 11:00      |

| Jornada 13 | Jornada 13 | Jornada 13  | Jornada 13       | Jornada 13  | Jornada 13 |
| Local      | Resultado  | Visitante   | Estadio          | Fecha       | Hora       |
| ---------- | ---------- | ----------- | ---------------- | ----------- | ---------- |
| San Carlos | 1 - 1      | San José    | Carlos Ugalde    | 24 de junio | 11:00      |
| Herediano  | 0 - 0      | Cartaginés  | Rosabal Cordero  | 24 de junio | 11:00      |
| Saprissa   | 2 - 0      | Puntarenas  | Ricardo Saprissa | 24 de junio | 11:00      |
| Limonense  | 2 - 2      | Ramonense   | Juan Gobán       | 24 de junio | 12:00      |
| Turrialba  | 1 - 2      | Alajuelense | Rafael Camacho   | 24 de junio | 12:00      |

| Jornada 14  | Jornada 14 | Jornada 14 | Jornada 14       | Jornada 14  | Jornada 14 |
| Local       | Resultado  | Visitante  | Estadio          | Fecha       | Hora       |
| ----------- | ---------- | ---------- | ---------------- | ----------- | ---------- |
| Ramonense   | 3 - 1      | Saprissa   | Guillermo Vargas | 22 de julio | 11:00      |
| Alajuelense | 2 - 1      | Limonense  | Morera Soto      | 22 de julio | 11:00      |
| San José    | 4 - 2      | Turrialba  | Ricardo Saprissa | 22 de julio | 11:00      |
| Cartaginés  | 1 - 1      | San Carlos | "Fello" Meza     | 22 de julio | 11:00      |
| Puntarenas  | 2 - 2      | Herediano  | "Lito" Pérez     | 22 de julio | 11:00      |

| Jornada 15 | Jornada 15 | Jornada 15  | Jornada 15       | Jornada 15  | Jornada 15 |
| Local      | Resultado  | Visitante   | Estadio          | Fecha       | Hora       |
| ---------- | ---------- | ----------- | ---------------- | ----------- | ---------- |
| Turrialba  | 3 - 3      | Cartaginés  | Rafael Camacho   | 29 de julio | 11:00      |
| Limonense  | 4 - 1      | San José    | Juan Gobán       | 29 de julio | 11:00      |
| Saprissa   | 1 - 0      | Alajuelense | Ricardo Saprissa | 29 de julio | 11:00      |
| Puntarenas | 1 - 1      | Ramonense   | "Lito" Pérez     | 29 de julio | 11:00      |
| Herediano  | 0 - 0      | San Carlos  | Rosabal Cordero  | 29 de julio | 11:00      |

| Jornada 16  | Jornada 16 | Jornada 16 | Jornada 16       | Jornada 16  | Jornada 16 |
| Local       | Resultado  | Visitante  | Estadio          | Fecha       | Hora       |
| ----------- | ---------- | ---------- | ---------------- | ----------- | ---------- |
| Ramonense   | 1 - 1      | Herediano  | Guillermo Vargas | 2 de agosto | 11:00      |
| Alajuelense | 1 - 1      | Puntarenas | Morera Soto      | 2 de agosto | 11:00      |
| San José    | 1 - 2      | Saprissa   | Ricardo Saprissa | 2 de agosto | 11:00      |
| San Carlos  | 1 - 1      | Turrialba  | Carlos Ugalde    | 5 de agosto | 11:00      |
| Cartaginés  | 1 - 1      | Limonense  | "Fello" Meza     | 5 de agosto | 15:00      |

| Jornada 17 | Jornada 17 | Jornada 17  | Jornada 17       | Jornada 17   | Jornada 17 |
| Local      | Resultado  | Visitante   | Estadio          | Fecha        | Hora       |
| ---------- | ---------- | ----------- | ---------------- | ------------ | ---------- |
| Herediano  | 3 - 2      | Turrialba   | Rosabal Cordero  | 12 de agosto | 11:00      |
| Saprissa   | 1 - 1      | Cartaginés  | Ricardo Saprissa | 12 de agosto | 11:00      |
| Puntarenas | 3 - 2      | San José    | "Lito" Pérez     | 12 de agosto | 11:00      |
| Ramonense  | 0 - 1      | Alajuelense | Guillermo Vargas | 12 de agosto | 11:00      |
| Limonense  | 1 - 1      | San Carlos  | Juan Gobán       | 12 de agosto | 12:00      |

| Jornada 18  | Jornada 18 | Jornada 18 | Jornada 18       | Jornada 18   | Jornada 18 |
| Local       | Resultado  | Visitante  | Estadio          | Fecha        | Hora       |
| ----------- | ---------- | ---------- | ---------------- | ------------ | ---------- |
| Alajuelense | 0 - 1      | Herediano  | Morera Soto      | 19 de agosto | 11:00      |
| San José    | 1 - 1      | Ramonense  | Ricardo Saprissa | 19 de agosto | 11:00      |
| Cartaginés  | 1 - 1      | Puntarenas | "Fello" Meza     | 19 de agosto | 11:00      |
| San Carlos  | 3 - 0      | Saprissa   | Carlos Ugalde    | 19 de agosto | 11:00      |
| Turrialba   | 4 - 2      | Limonense  | Rafael Camacho   | 19 de agosto | 11:00      |

| Jornada 19 | Jornada 19 | Jornada 19  | Jornada 19       | Jornada 19      | Jornada 19 |
| Local      | Resultado  | Visitante   | Estadio          | Fecha           | Hora       |
| ---------- | ---------- | ----------- | ---------------- | --------------- | ---------- |
| Herediano  | 2 - 0      | Limonense   | Rosabal Cordero  | 2 de septiembre | 11:00      |
| Cartaginés | 2 - 1      | Ramonense   | "Fello" Meza     | 2 de septiembre | 11:00      |
| San José   | 0 - 1      | Alajuelense | Ricardo Saprissa | 2 de septiembre | 11:00      |
| San Carlos | 1 - 1      | Puntarenas  | Carlos Ugalde    | 2 de septiembre | 11:00      |
| Turrialba  | 1 - 1      | Saprissa    | Rafael Camacho   | 2 de septiembre | 12:00      |

| Jornada 20  | Jornada 20 | Jornada 20 | Jornada 20       | Jornada 20      | Jornada 20 |
| Local       | Resultado  | Visitante  | Estadio          | Fecha           | Hora       |
| ----------- | ---------- | ---------- | ---------------- | --------------- | ---------- |
| Alajuelense | 1 - 4      | Cartaginés | Morera Soto      | 9 de septiembre | 11:00      |
| Saprissa    | 0 - 2      | Limonense  | Ricardo Saprissa | 9 de septiembre | 11:00      |
| Herediano   | 3 - 1      | San José   | Rosabal Cordero  | 9 de septiembre | 11:00      |
| Puntarenas  | 0 - 1      | Turrialba  | "Lito" Pérez     | 9 de septiembre | 11:00      |
| Ramonense   | 2 - 2      | San Carlos | Guillermo Vargas | 9 de septiembre | 11:00      |

| Jornada 21 | Jornada 21 | Jornada 21  | Jornada 21       | Jornada 21       | Jornada 21 |
| Local      | Resultado  | Visitante   | Estadio          | Fecha            | Hora       |
| ---------- | ---------- | ----------- | ---------------- | ---------------- | ---------- |
| San José   | 0 - 2      | Cartaginés  | Ricardo Saprissa | 16 de septiembre | 11:00      |
| Herediano  | 2 - 1      | Saprissa    | Rosabal Cordero  | 16 de septiembre | 11:00      |
| San Carlos | 0 - 3      | Alajuelense | Carlos Ugalde    | 16 de septiembre | 11:00      |
| Turrialba  | 1 - 2      | Ramonense   | Rafael Camacho   | 16 de septiembre | 12:00      |
| Limonense  | 2 - 1      | Puntarenas  | Juan Gobán       | 16 de septiembre | 12:00      |

| Jornada 22  | Jornada 22 | Jornada 22 | Jornada 22       | Jornada 22       | Jornada 22 |
| Local       | Resultado  | Visitante  | Estadio          | Fecha            | Hora       |
| ----------- | ---------- | ---------- | ---------------- | ---------------- | ---------- |
| San José    | 0 - 1      | San Carlos | Ricardo Saprissa | 23 de septiembre | 11:00      |
| Cartaginés  | 1 - 1      | Herediano  | "Fello" Meza     | 23 de septiembre | 11:00      |
| Ramonense   | 2 - 2      | Limonense  | Guillermo Vargas | 23 de septiembre | 11:00      |
| Alajuelense | 2 - 0      | Turrialba  | Morera Soto      | 23 de septiembre | 11:00      |
| Puntarenas  | 4 - 1      | Saprissa   | "Lito" Pérez     | 23 de septiembre | 11:00      |

| Jornada 23 | Jornada 23 | Jornada 23  | Jornada 23       | Jornada 23       | Jornada 23 |
| Local      | Resultado  | Visitante   | Estadio          | Fecha            | Hora       |
| ---------- | ---------- | ----------- | ---------------- | ---------------- | ---------- |
| Saprissa   | 2 - 1      | Ramonense   | Ricardo Saprissa | 30 de septiembre | 11:00      |
| San Carlos | 0 - 1      | Cartaginés  | Carlos Ugalde    | 30 de septiembre | 11:00      |
| Herediano  | 1 - 1      | Puntarenas  | Rosabal Cordero  | 30 de septiembre | 11:00      |
| Turrialba  | 1 - 0      | San José    | Rafael Camacho   | 30 de septiembre | 12:00      |
| Limonense  | 1 - 1      | Alajuelense | Juan Gobán       | 30 de septiembre | 12:00      |

| Jornada 24  | Jornada 24 | Jornada 24 | Jornada 24       | Jornada 24   | Jornada 24 |
| Local       | Resultado  | Visitante  | Estadio          | Fecha        | Hora       |
| ----------- | ---------- | ---------- | ---------------- | ------------ | ---------- |
| Cartaginés  | 5 - 0      | Turrialba  | "Fello" Meza     | 7 de octubre | 11:00      |
| San José    | 0 - 2      | Limonense  | Ricardo Saprissa | 7 de octubre | 11:00      |
| Alajuelense | 2 - 2      | Saprissa   | Morera Soto      | 7 de octubre | 11:00      |
| Ramonense   | 1 - 0      | Puntarenas | Guillermo Vargas | 7 de octubre | 11:00      |
| San Carlos  | 1 - 1      | Herediano  | Carlos Ugalde    | 7 de octubre | 11:00      |

| Jornada 25 | Jornada 25 | Jornada 25  | Jornada 25       | Jornada 25    | Jornada 25 |
| Local      | Resultado  | Visitante   | Estadio          | Fecha         | Hora       |
| ---------- | ---------- | ----------- | ---------------- | ------------- | ---------- |
| Herediano  | 0 - 1      | Ramonense   | Rosabal Cordero  | 14 de octubre | 11:00      |
| Puntarenas | 1 - 1      | Alajuelense | "Lito" Pérez     | 14 de octubre | 11:00      |
| Saprissa   | 3 - 0      | San José    | Ricardo Saprissa | 14 de octubre | 11:00      |
| Turrialba  | 3 - 0      | San Carlos  | Rafael Camacho   | 14 de octubre | 12:00      |
| Limonense  | 1 - 2      | Cartaginés  | Juan Gobán       | 14 de octubre | 12:00      |

| Jornada 26  | Jornada 26 | Jornada 26 | Jornada 26       | Jornada 26    | Jornada 26 |
| Local       | Resultado  | Visitante  | Estadio          | Fecha         | Hora       |
| ----------- | ---------- | ---------- | ---------------- | ------------- | ---------- |
| San Carlos  | 2 - 0      | Limonense  | Carlos Ugalde    | 21 de octubre | 11:00      |
| Cartaginés  | 1 - 2      | Saprissa   | "Fello" Meza     | 21 de octubre | 11:00      |
| San José    | 1 - 1      | Puntarenas | Ricardo Saprissa | 21 de octubre | 11:00      |
| Alajuelense | 3 - 0      | Ramonense  | Morera Soto      | 21 de octubre | 11:00      |
| Turrialba   | 2 - 1      | Herediano  | Rafael Camacho   | 21 de octubre | 12:00      |

| Jornada 27 | Jornada 27 | Jornada 27  | Jornada 27       | Jornada 27    | Jornada 27 |
| Local      | Resultado  | Visitante   | Estadio          | Fecha         | Hora       |
| ---------- | ---------- | ----------- | ---------------- | ------------- | ---------- |
| Herediano  | 0 - 0      | Alajuelense | Rosabal Cordero  | 28 de octubre | 11:00      |
| Ramonense  | 1 - 0      | San José    | Guillermo Vargas | 28 de octubre | 11:00      |
| Puntarenas | 3 - 2      | Cartaginés  | "Lito" Pérez     | 28 de octubre | 11:00      |
| Saprissa   | 0 - 0      | San Carlos  | Ricardo Saprissa | 28 de octubre | 11:00      |
| Limonense  | 1 - 0      | Turrialba   | Juan Gobán       | 28 de octubre | 12:00      |

| Jornada 28  | Jornada 28 | Jornada 28 | Jornada 28       | Jornada 28      | Jornada 28 |
| Local       | Resultado  | Visitante  | Estadio          | Fecha           | Hora       |
| ----------- | ---------- | ---------- | ---------------- | --------------- | ---------- |
| Saprissa    | 4 - 1      | Turrialba  | Ricardo Saprissa | 4 de noviembre  | 11:00      |
| Ramonense   | 0 - 1      | Cartaginés | Guillermo Vargas | 4 de noviembre  | 11:00      |
| Alajuelense | 2 - 1      | San José   | Morera Soto      | 4 de noviembre  | 11:00      |
| Puntarenas  | 0 - 0      | San Carlos | "Lito" Pérez     | 4 de noviembre  | 11:00      |
| Limonense   | 2 - 1      | Herediano  | Juan Gobán       | 23 de diciembre | 12:00      |

| Jornada 29 | Jornada 29 | Jornada 29  | Jornada 29       | Jornada 29      | Jornada 29 |
| Local      | Resultado  | Visitante   | Estadio          | Fecha           | Hora       |
| ---------- | ---------- | ----------- | ---------------- | --------------- | ---------- |
| Cartaginés | 1 - 1      | Alajuelense | "Fello" Meza     | 11 de noviembre | 11:00      |
| San José   | 1 - 1      | Herediano   | Ricardo Saprissa | 11 de noviembre | 11:00      |
| San Carlos | 1 - 0      | Ramonense   | Carlos Ugalde    | 11 de noviembre | 11:00      |
| Turrialba  | 0 - 4      | Puntarenas  | Rafael Camacho   | 11 de noviembre | 12:00      |
| Limonense  | 0 - 0      | Saprissa    | Juan Gobán       | 11 de noviembre | 12:00      |

| Jornada 30  | Jornada 30 | Jornada 30 | Jornada 30       | Jornada 30      | Jornada 30 |
| Local       | Resultado  | Visitante  | Estadio          | Fecha           | Hora       |
| ----------- | ---------- | ---------- | ---------------- | --------------- | ---------- |
| Saprissa    | 1 - 1      | Herediano  | Ricardo Saprissa | 18 de noviembre | 11:00      |
| Ramonense   | 1 - 1      | Turrialba  | Guillermo Vargas | 18 de noviembre | 11:00      |
| Cartaginés  | 2 - 1      | San José   | "Fello" Meza     | 18 de noviembre | 11:00      |
| Alajuelense | 0 - 0      | San Carlos | Morera Soto      | 18 de noviembre | 11:00      |
| Puntarenas  | 3 - 1      | Limonense  | "Lito" Pérez     | 18 de noviembre | 11:00      |

| Jornada 31 | Jornada 31 | Jornada 31  | Jornada 31       | Jornada 31      | Jornada 31 |
| Local      | Resultado  | Visitante   | Estadio          | Fecha           | Hora       |
| ---------- | ---------- | ----------- | ---------------- | --------------- | ---------- |
| San Carlos | 0 - 0      | San José    | Carlos Ugalde    | 25 de noviembre | 11:00      |
| Herediano  | 0 - 2      | Cartaginés  | Rosabal Cordero  | 25 de noviembre | 11:00      |
| Saprissa   | 0 - 3      | Puntarenas  | Ricardo Saprissa | 25 de noviembre | 11:00      |
| Limonense  | 1 - 2      | Ramonense   | Juan Gobán       | 25 de noviembre | 12:00      |
| Turrialba  | 2 - 2      | Alajuelense | Rafael Camacho   | 25 de noviembre | 12:00      |

| Jornada 32  | Jornada 32 | Jornada 32 | Jornada 32       | Jornada 32     | Jornada 32 |
| Local       | Resultado  | Visitante  | Estadio          | Fecha          | Hora       |
| ----------- | ---------- | ---------- | ---------------- | -------------- | ---------- |
| Ramonense   | 1 - 1      | Saprissa   | Guillermo Vargas | 2 de diciembre | 11:00      |
| Alajuelense | 2 - 1      | Limonense  | Morera Soto      | 2 de diciembre | 11:00      |
| San José    | 3 - 1      | Turrialba  | Ricardo Saprissa | 2 de diciembre | 11:00      |
| Cartaginés  | 0 - 0      | San Carlos | "Fello" Meza     | 2 de diciembre | 11:00      |
| Puntarenas  | 3 - 0      | Herediano  | "Lito" Pérez     | 2 de diciembre | 11:00      |

| Jornada 33 | Jornada 33 | Jornada 33  | Jornada 33       | Jornada 33      | Jornada 33 |
| Local      | Resultado  | Visitante   | Estadio          | Fecha           | Hora       |
| ---------- | ---------- | ----------- | ---------------- | --------------- | ---------- |
| Puntarenas | 1 - 1      | Ramonense   | "Lito" Pérez     | 5 de diciembre  | 11:00      |
| Saprissa   | 0 - 1      | Alajuelense | Ricardo Saprissa | 9 de diciembre  | 11:00      |
| Herediano  | 2 - 2      | San Carlos  | Rosabal Cordero  | 9 de diciembre  | 11:00      |
| Turrialba  | 5 - 4      | Cartaginés  | Rafael Camacho   | 23 de diciembre | 12:00      |
| Limonense  | 3 - 1      | San José    | Juan Gobán       | 13 de enero     | 12:00      |

| Jornada 34  | Jornada 34 | Jornada 34 | Jornada 34       | Jornada 34      | Jornada 34 |
| Local       | Resultado  | Visitante  | Estadio          | Fecha           | Hora       |
| ----------- | ---------- | ---------- | ---------------- | --------------- | ---------- |
| Ramonense   | 0 - 1      | Herediano  | Guillermo Vargas | 16 de diciembre | 11:00      |
| Alajuelense | 1 - 1      | Puntarenas | Morera Soto      | 16 de diciembre | 11:00      |
| San José    | 0 - 1      | Saprissa   | Ricardo Saprissa | 16 de diciembre | 11:00      |
| Cartaginés  | 0 - 0      | Limonense  | "Fello" Meza     | 16 de diciembre | 11:00      |
| San Carlos  | 1 - 1      | Turrialba  | Carlos Ugalde    | 16 de diciembre | 11:00      |

| Jornada 35 | Jornada 35 | Jornada 35  | Jornada 35       | Jornada 35      | Jornada 35 |
| Local      | Resultado  | Visitante   | Estadio          | Fecha           | Hora       |
| ---------- | ---------- | ----------- | ---------------- | --------------- | ---------- |
| Herediano  | 2 - 0      | Turrialba   | Rosabal Cordero  | 30 de diciembre | 11:00      |
| Saprissa   | 0 - 2      | Cartaginés  | Ricardo Saprissa | 30 de diciembre | 11:00      |
| Puntarenas | 2 - 0      | San José    | "Lito" Pérez     | 30 de diciembre | 11:00      |
| Ramonense  | 0 - 1      | Alajuelense | Guillermo Vargas | 30 de diciembre | 11:00      |
| Limonense  | 2 - 0      | San Carlos  | Juan Gobán       | 30 de diciembre | 12:00      |

| Jornada 36  | Jornada 36 | Jornada 36 | Jornada 36       | Jornada 36 | Jornada 36 |
| Local       | Resultado  | Visitante  | Estadio          | Fecha      | Hora       |
| ----------- | ---------- | ---------- | ---------------- | ---------- | ---------- |
| Alajuelense | 0 - 1      | Herediano  | Morera Soto      | 6 de enero | 11:00      |
| San José    | 3 - 1      | Ramonense  | Ricardo Saprissa | 6 de enero | 11:00      |
| Cartaginés  | 1 - 2      | Puntarenas | "Fello" Meza     | 6 de enero | 11:00      |
| San Carlos  | 1 - 0      | Saprissa   | Carlos Ugalde    | 6 de enero | 11:00      |
| Turrialba   | 1 - 1      | Limonense  | Rafael Camacho   | 6 de enero | 12:00      |

## Segunda fase

### Pentagonal
| Pos. | Equipo             | Pts. | PJ | G | E | P | GF | GC | Dif. | Notas                     |
| ---- | ------------------ | ---- | -- | - | - | - | -- | -- | ---- | ------------------------- |
| 1    | C. S. Cartaginés   | 10   | 8  | 3 | 4 | 1 | 7  | 4  | +3   | Clasifica a la gran final |
| 2    | L. D. Alajuelense  | 9    | 8  | 3 | 3 | 2 | 10 | 12 | −2   |                           |
| 3    | Deportivo Saprissa | 9    | 8  | 2 | 5 | 1 | 7  | 4  | +3   |                           |
| 4    | A. D. San Carlos   | 8    | 8  | 3 | 2 | 3 | 7  | 10 | −3   |                           |
| 5    | C. S. Herediano    | 4    | 8  | 1 | 2 | 5 | 7  | 12 | −5   |                           |

 Fuente: La República
Criterios de clasificación: Puntos · Diferencia de goles · Goles a favor

### Resultados
Los horarios corresponden al tiempo de Costa Rica (UTC-6).
| Jornada 1  | Jornada 1 | Jornada 1  | Jornada 1       | Jornada 1   | Jornada 1 |
| Local      | Resultado | Visitante  | Estadio         | Fecha       | Hora      |
| ---------- | --------- | ---------- | --------------- | ----------- | --------- |
| Herediano  | 1 - 2     | San Carlos | Rosabal Cordero | 10 de enero | 20:00     |
| Cartaginés | 0 - 0     | Saprissa   | "Fello" Meza    | 13 de enero | 11:00     |

| Jornada 2  | Jornada 2 | Jornada 2   | Jornada 2        | Jornada 2   | Jornada 2 |
| Local      | Resultado | Visitante   | Estadio          | Fecha       | Hora      |
| ---------- | --------- | ----------- | ---------------- | ----------- | --------- |
| San Carlos | 0 - 1     | Alajuelense | Ricardo Saprissa | 13 de enero | 11:00     |
| Herediano  | 0 - 0     | Cartaginés  | Rosabal Cordero  | 15 de enero | 20:00     |

| Jornada 3   | Jornada 3 | Jornada 3  | Jornada 3        | Jornada 3   | Jornada 3 |
| Local       | Resultado | Visitante  | Estadio          | Fecha       | Hora      |
| ----------- | --------- | ---------- | ---------------- | ----------- | --------- |
| Saprissa    | 1 - 0     | Herediano  | Ricardo Saprissa | 17 de enero | 20:00     |
| Alajuelense | 1 - 1     | Cartaginés | Morera Soto      | 20 de enero | 11:00     |

| Jornada 4   | Jornada 4 | Jornada 4  | Jornada 4        | Jornada 4   | Jornada 4 |
| Local       | Resultado | Visitante  | Estadio          | Fecha       | Hora      |
| ----------- | --------- | ---------- | ---------------- | ----------- | --------- |
| Saprissa    | 0 - 0     | San Carlos | Ricardo Saprissa | 20 de enero | 11:00     |
| Alajuelense | 1 - 2     | Herediano  | Nacional         | 22 de enero | 20:00     |

| Jornada 5  | Jornada 5 | Jornada 5   | Jornada 5        | Jornada 5   | Jornada 5 |
| Local      | Resultado | Visitante   | Estadio          | Fecha       | Hora      |
| ---------- | --------- | ----------- | ---------------- | ----------- | --------- |
| Saprissa   | 0 - 0     | Alajuelense | Ricardo Saprissa | 24 de enero | 20:00     |
| San Carlos | 0 - 0     | Cartaginés  | Ricardo Saprissa | 27 de enero | 11:00     |

| Jornada 6  | Jornada 6 | Jornada 6  | Jornada 6        | Jornada 6   | Jornada 6 |
| Local      | Resultado | Visitante  | Estadio          | Fecha       | Hora      |
| ---------- | --------- | ---------- | ---------------- | ----------- | --------- |
| San Carlos | 2 - 1     | Herediano  | Ricardo Saprissa | 29 de enero | 20:00     |
| Saprissa   | 0 - 1     | Cartaginés | Ricardo Saprissa | 31 de enero | 20:00     |

| Jornada 7   | Jornada 7 | Jornada 7  | Jornada 7    | Jornada 7    | Jornada 7 |
| Local       | Resultado | Visitante  | Estadio      | Fecha        | Hora      |
| ----------- | --------- | ---------- | ------------ | ------------ | --------- |
| Alajuelense | 4 - 2     | San Carlos | Morera Soto  | 3 de febrero | 11:00     |
| Cartaginés  | 2 - 0     | Herediano  | "Fello" Meza | 3 de febrero | 11:00     |

| Jornada 8  | Jornada 8 | Jornada 8   | Jornada 8        | Jornada 8    | Jornada 8 |
| Local      | Resultado | Visitante   | Estadio          | Fecha        | Hora      |
| ---------- | --------- | ----------- | ---------------- | ------------ | --------- |
| Herediano  | 2 - 2     | Saprissa    | Nacional         | 5 de febrero | 20:00     |
| Cartaginés | 3 - 2     | Alajuelense | Ricardo Saprissa | 7 de febrero | 20:00     |

| Jornada 9  | Jornada 9 | Jornada 9   | Jornada 9       | Jornada 9     | Jornada 9 |
| Local      | Resultado | Visitante   | Estadio         | Fecha         | Hora      |
| ---------- | --------- | ----------- | --------------- | ------------- | --------- |
| San Carlos | 0 - 3     | Saprissa    | Nacional        | 10 de febrero | 11:00     |
| Herediano  | 1 - 2     | Alajuelense | Rosabal Cordero | 10 de febrero | 11:00     |

| Jornada 10  | Jornada 10 | Jornada 10 | Jornada 10   | Jornada 10    | Jornada 10 |
| Local       | Resultado  | Visitante  | Estadio      | Fecha         | Hora       |
| ----------- | ---------- | ---------- | ------------ | ------------- | ---------- |
| Alajuelense | 1 - 1      | Saprissa   | Nacional     | 12 de febrero | 20:00      |
| Cartaginés  | 0 - 1      | San Carlos | "Fello" Meza | 14 de febrero | 20:00      |

## Final
Disputaron la final el líder de la etapa de clasificación y el líder de la pentagonal.

### Herediano vs. Cartaginés
| Ida; 17 de febrero de 1980, 11:00 | C. S. Cartaginés                          | 2:2 (1:1) | C. S. Herediano                            | Estadio "Fello" Meza, Cartago                                  |                                                                |
|                                   | - Óscar Solano 36' - Herberth Quesada 89' | Reporte   | - Marvin Obando 1' - Asdrúbal Paniagua 86' | Asistencia: 15 137 espectadores Árbitro(s): Luis Paulino Siles | Asistencia: 15 137 espectadores Árbitro(s): Luis Paulino Siles |

| Vuelta; 20 de febrero de 1980, 20:00 | C. S. Herediano                             | 3:0 (2:0) | C. S. Cartaginés | Estadio Nacional, San José                                    |                                                               |
|                                      | - Marvin Obando 1', 19' - Róger Álvarez 57' | Reporte   |                  | Asistencia: 24 410 espectadores Árbitro(s): Eduardo Barrantes | Asistencia: 24 410 espectadores Árbitro(s): Eduardo Barrantes |

#### Final - ida
| -     | POR   | Bernardino Chaves       |                       |
|       | DEF   | Ricardo Salazar         |                       |
|       | DEF   | Alfonso Brenes          |                       |
|       | DEF   | Fernando Montero Poveda |                       |
|       | DEF   | Gilberto Ugalde         |                       |
|       | MED   | Augusto Palacios        |                       |
|       | MED   | Hernán Morales          | Salió a los ' minutos |
|       | MED   | Johnny Alvarado         |                       |
|       | MED   | Reynaldo Jaime          | Salió a los ' minutos |
|       | DEL   | Óscar Solano            |                       |
|       | DEL   | Jorge White             |                       |
| D. T. | D. T. | Walter Elizondo         |                       |

| -     | POR   | Gladstone Edmond      |                       |
|       | DEF   | Gerardo Arce          |                       |
|       | DEF   | Claudio Benavides     | Salió a los ' minutos |
|       | DEF   | Miguel Lacey          |                       |
|       | DEF   | Carlos Watson         |                       |
|       | MED   | Asdrúbal Paniagua     |                       |
|       | MED   | Nilton Nóbrega        |                       |
|       | MED   | Róger Álvarez         | Salió a los ' minutos |
|       | MED   | Octavio Castillo      | Salió a los ' minutos |
|       | DEL   | Fernando Montero Mata |                       |
|       | DEL   | Marvin Obando         |                       |
| D. T. | D. T. | Marvin Rodríguez      |                       |

| - | MED | Herberth Quesada | Entró a los ' minutos |
|   | DEL | Carlos Solano    | Entró a los ' minutos |

| - | DEF | Walter Rojas     | Entró a los ' minutos |
|   | DEF | Germán Chavarría | Entró a los ' minutos |
|   | MED | Julio Gómez      | Entró a los ' minutos |

| 36' · 89' | Óscar Solano Herberth Quesada | 1:1 2:2 |

| 1' · 86' | Marvin Obando Asdrúbal Paniagua | 0:1 1:2 |

| Principal  | Luis Paulino Siles |
| Asistentes | Fernando Arrieta   |
|            | Carlos Sánchez     |

| -     | POR   | Bernardino Chaves       |                       |
|       | DEF   | Ricardo Salazar         |                       |
|       | DEF   | Alfonso Brenes          |                       |
|       | DEF   | Fernando Montero Poveda |                       |
|       | DEF   | Gilberto Ugalde         |                       |
|       | MED   | Augusto Palacios        |                       |
|       | MED   | Hernán Morales          | Salió a los ' minutos |
|       | MED   | Johnny Alvarado         |                       |
|       | MED   | Reynaldo Jaime          | Salió a los ' minutos |
|       | DEL   | Óscar Solano            |                       |
|       | DEL   | Jorge White             |                       |
| D. T. | D. T. | Walter Elizondo         |                       |

| -     | POR   | Gladstone Edmond      |                       |
|       | DEF   | Gerardo Arce          |                       |
|       | DEF   | Claudio Benavides     | Salió a los ' minutos |
|       | DEF   | Miguel Lacey          |                       |
|       | DEF   | Carlos Watson         |                       |
|       | MED   | Asdrúbal Paniagua     |                       |
|       | MED   | Nilton Nóbrega        |                       |
|       | MED   | Róger Álvarez         | Salió a los ' minutos |
|       | MED   | Octavio Castillo      | Salió a los ' minutos |
|       | DEL   | Fernando Montero Mata |                       |
|       | DEL   | Marvin Obando         |                       |
| D. T. | D. T. | Marvin Rodríguez      |                       |

| - | MED | Herberth Quesada | Entró a los ' minutos |
|   | DEL | Carlos Solano    | Entró a los ' minutos |

| - | DEF | Walter Rojas     | Entró a los ' minutos |
|   | DEF | Germán Chavarría | Entró a los ' minutos |
|   | MED | Julio Gómez      | Entró a los ' minutos |

| 36' · 89' | Óscar Solano Herberth Quesada | 1:1 2:2 |

| 1' · 86' | Marvin Obando Asdrúbal Paniagua | 0:1 1:2 |

| Principal  | Luis Paulino Siles |
| Asistentes | Fernando Arrieta   |
|            | Carlos Sánchez     |

| -     | POR   | Bernardino Chaves       |                       |
|       | DEF   | Ricardo Salazar         |                       |
|       | DEF   | Alfonso Brenes          |                       |
|       | DEF   | Fernando Montero Poveda |                       |
|       | DEF   | Gilberto Ugalde         |                       |
|       | MED   | Augusto Palacios        |                       |
|       | MED   | Hernán Morales          | Salió a los ' minutos |
|       | MED   | Johnny Alvarado         |                       |
|       | MED   | Reynaldo Jaime          | Salió a los ' minutos |
|       | DEL   | Óscar Solano            |                       |
|       | DEL   | Jorge White             |                       |
| D. T. | D. T. | Walter Elizondo         |                       |

| -     | POR   | Gladstone Edmond      |                       |
|       | DEF   | Gerardo Arce          |                       |
|       | DEF   | Claudio Benavides     | Salió a los ' minutos |
|       | DEF   | Miguel Lacey          |                       |
|       | DEF   | Carlos Watson         |                       |
|       | MED   | Asdrúbal Paniagua     |                       |
|       | MED   | Nilton Nóbrega        |                       |
|       | MED   | Róger Álvarez         | Salió a los ' minutos |
|       | MED   | Octavio Castillo      | Salió a los ' minutos |
|       | DEL   | Fernando Montero Mata |                       |
|       | DEL   | Marvin Obando         |                       |
| D. T. | D. T. | Marvin Rodríguez      |                       |

| - | MED | Herberth Quesada | Entró a los ' minutos |
|   | DEL | Carlos Solano    | Entró a los ' minutos |

| - | DEF | Walter Rojas     | Entró a los ' minutos |
|   | DEF | Germán Chavarría | Entró a los ' minutos |
|   | MED | Julio Gómez      | Entró a los ' minutos |

| 36' · 89' | Óscar Solano Herberth Quesada | 1:1 2:2 |

| 1' · 86' | Marvin Obando Asdrúbal Paniagua | 0:1 1:2 |

| Principal  | Luis Paulino Siles |
| Asistentes | Fernando Arrieta   |
|            | Carlos Sánchez     |

| -     | POR   | Bernardino Chaves       |                       |
|       | DEF   | Ricardo Salazar         |                       |
|       | DEF   | Alfonso Brenes          |                       |
|       | DEF   | Fernando Montero Poveda |                       |
|       | DEF   | Gilberto Ugalde         |                       |
|       | MED   | Augusto Palacios        |                       |
|       | MED   | Hernán Morales          | Salió a los ' minutos |
|       | MED   | Johnny Alvarado         |                       |
|       | MED   | Reynaldo Jaime          | Salió a los ' minutos |
|       | DEL   | Óscar Solano            |                       |
|       | DEL   | Jorge White             |                       |
| D. T. | D. T. | Walter Elizondo         |                       |

| -     | POR   | Gladstone Edmond      |                       |
|       | DEF   | Gerardo Arce          |                       |
|       | DEF   | Claudio Benavides     | Salió a los ' minutos |
|       | DEF   | Miguel Lacey          |                       |
|       | DEF   | Carlos Watson         |                       |
|       | MED   | Asdrúbal Paniagua     |                       |
|       | MED   | Nilton Nóbrega        |                       |
|       | MED   | Róger Álvarez         | Salió a los ' minutos |
|       | MED   | Octavio Castillo      | Salió a los ' minutos |
|       | DEL   | Fernando Montero Mata |                       |
|       | DEL   | Marvin Obando         |                       |
| D. T. | D. T. | Marvin Rodríguez      |                       |

| - | MED | Herberth Quesada | Entró a los ' minutos |
|   | DEL | Carlos Solano    | Entró a los ' minutos |

| - | DEF | Walter Rojas     | Entró a los ' minutos |
|   | DEF | Germán Chavarría | Entró a los ' minutos |
|   | MED | Julio Gómez      | Entró a los ' minutos |

| 36' · 89' | Óscar Solano Herberth Quesada | 1:1 2:2 |

| 1' · 86' | Marvin Obando Asdrúbal Paniagua | 0:1 1:2 |

| Principal  | Luis Paulino Siles |
| Asistentes | Fernando Arrieta   |
|            | Carlos Sánchez     |

#### Final - vuelta
| -     | POR   | Gladstone Edmond      |  |
|       | DEF   | Gerardo Arce          |  |
|       | DEF   | Miguel Lacey          |  |
|       | DEF   | Carlos Watson         |  |
|       | DEF   | Marvin Obando         |  |
|       | MED   | Asdrúbal Paniagua     |  |
|       | MED   | Julio Gómez           |  |
|       | MED   | Nilton Nóbrega        |  |
|       | MED   | Octavio Castillo      |  |
|       | DEL   | Róger Álvarez         |  |
|       | DEL   | Fernando Montero Mata |  |
| D. T. | D. T. | Marvin Rodríguez      |  |

| -     | POR   | Bernardino Chaves       |     |
|       | DEF   | Ricardo Salazar         | 18' |
|       | DEF   | Alfonso Brenes          |     |
|       | DEF   | Fernando Montero Poveda |     |
|       | DEF   | Gilberto Ugalde         |     |
|       | MED   | Herberth Quesada        |     |
|       | MED   | Johnny Alvarado         |     |
|       | MED   | Augusto Palacios        |     |
|       | MED   | José Manuel Artavia     | 46' |
|       | DEL   | Óscar Solano            |     |
|       | DEL   | Jorge White             |     |
| D. T. | D. T. | Walter Elizondo         |     |

| - | MED | Hernán Morales | 18' |
|   | DEL | Carlos Solano  | 46' |

| 1' · 19' · 57' | Marvin Obando Róger Álvarez | 1:0 2:0 3:0 |

| Principal  | Eduardo Barrantes   |
| Asistentes | Fernando Song       |
|            | Guillermo Hernández |

| -     | POR   | Gladstone Edmond      |  |
|       | DEF   | Gerardo Arce          |  |
|       | DEF   | Miguel Lacey          |  |
|       | DEF   | Carlos Watson         |  |
|       | DEF   | Marvin Obando         |  |
|       | MED   | Asdrúbal Paniagua     |  |
|       | MED   | Julio Gómez           |  |
|       | MED   | Nilton Nóbrega        |  |
|       | MED   | Octavio Castillo      |  |
|       | DEL   | Róger Álvarez         |  |
|       | DEL   | Fernando Montero Mata |  |
| D. T. | D. T. | Marvin Rodríguez      |  |

| -     | POR   | Bernardino Chaves       |     |
|       | DEF   | Ricardo Salazar         | 18' |
|       | DEF   | Alfonso Brenes          |     |
|       | DEF   | Fernando Montero Poveda |     |
|       | DEF   | Gilberto Ugalde         |     |
|       | MED   | Herberth Quesada        |     |
|       | MED   | Johnny Alvarado         |     |
|       | MED   | Augusto Palacios        |     |
|       | MED   | José Manuel Artavia     | 46' |
|       | DEL   | Óscar Solano            |     |
|       | DEL   | Jorge White             |     |
| D. T. | D. T. | Walter Elizondo         |     |

| - | MED | Hernán Morales | 18' |
|   | DEL | Carlos Solano  | 46' |

| 1' · 19' · 57' | Marvin Obando Róger Álvarez | 1:0 2:0 3:0 |

| Principal  | Eduardo Barrantes   |
| Asistentes | Fernando Song       |
|            | Guillermo Hernández |

| -     | POR   | Gladstone Edmond      |  |
|       | DEF   | Gerardo Arce          |  |
|       | DEF   | Miguel Lacey          |  |
|       | DEF   | Carlos Watson         |  |
|       | DEF   | Marvin Obando         |  |
|       | MED   | Asdrúbal Paniagua     |  |
|       | MED   | Julio Gómez           |  |
|       | MED   | Nilton Nóbrega        |  |
|       | MED   | Octavio Castillo      |  |
|       | DEL   | Róger Álvarez         |  |
|       | DEL   | Fernando Montero Mata |  |
| D. T. | D. T. | Marvin Rodríguez      |  |

| -     | POR   | Bernardino Chaves       |     |
|       | DEF   | Ricardo Salazar         | 18' |
|       | DEF   | Alfonso Brenes          |     |
|       | DEF   | Fernando Montero Poveda |     |
|       | DEF   | Gilberto Ugalde         |     |
|       | MED   | Herberth Quesada        |     |
|       | MED   | Johnny Alvarado         |     |
|       | MED   | Augusto Palacios        |     |
|       | MED   | José Manuel Artavia     | 46' |
|       | DEL   | Óscar Solano            |     |
|       | DEL   | Jorge White             |     |
| D. T. | D. T. | Walter Elizondo         |     |

| - | MED | Hernán Morales | 18' |
|   | DEL | Carlos Solano  | 46' |

| 1' · 19' · 57' | Marvin Obando Róger Álvarez | 1:0 2:0 3:0 |

| Principal  | Eduardo Barrantes   |
| Asistentes | Fernando Song       |
|            | Guillermo Hernández |

| -     | POR   | Gladstone Edmond      |  |
|       | DEF   | Gerardo Arce          |  |
|       | DEF   | Miguel Lacey          |  |
|       | DEF   | Carlos Watson         |  |
|       | DEF   | Marvin Obando         |  |
|       | MED   | Asdrúbal Paniagua     |  |
|       | MED   | Julio Gómez           |  |
|       | MED   | Nilton Nóbrega        |  |
|       | MED   | Octavio Castillo      |  |
|       | DEL   | Róger Álvarez         |  |
|       | DEL   | Fernando Montero Mata |  |
| D. T. | D. T. | Marvin Rodríguez      |  |

| -     | POR   | Bernardino Chaves       |     |
|       | DEF   | Ricardo Salazar         | 18' |
|       | DEF   | Alfonso Brenes          |     |
|       | DEF   | Fernando Montero Poveda |     |
|       | DEF   | Gilberto Ugalde         |     |
|       | MED   | Herberth Quesada        |     |
|       | MED   | Johnny Alvarado         |     |
|       | MED   | Augusto Palacios        |     |
|       | MED   | José Manuel Artavia     | 46' |
|       | DEL   | Óscar Solano            |     |
|       | DEL   | Jorge White             |     |
| D. T. | D. T. | Walter Elizondo         |     |

| - | MED | Hernán Morales | 18' |
|   | DEL | Carlos Solano  | 46' |

| 1' · 19' · 57' | Marvin Obando Róger Álvarez | 1:0 2:0 3:0 |

| Principal  | Eduardo Barrantes   |
| Asistentes | Fernando Song       |
|            | Guillermo Hernández |

|                                     |
|                                     |
| Campeón C. S. Herediano 17.º título |

## Estadísticas

### Tabla de goleadores
Lista con los máximos anotadores de la temporada.
| Pos. | Jugador          | Equipo      | Goles |
| ---- | ---------------- | ----------- | ----- |
| 1.º  | Carlos Izquierdo | Turrialba   | 13    |
| =    | Howard Rooper    | Limonense   | 13    |
| 3.º  | William Fisher   | Herediano   | 12    |
| =    | Julio Gómez      | Herediano   | 12    |
| 5.º  | Rubén Aguilar    | Alajuelense | 11    |
| =    | Jaime Grant      | Puntarenas  | 11    |
| =    | Enrique Díaz     | Ramonense   | 11    |